# Trespaderne (kommunhuvudort)
Trespaderne är en kommunhuvudort i Spanien.   Den ligger i provinsen Provincia de Burgos och regionen Kastilien och Leon, i den norra delen av landet, 270 km norr om huvudstaden Madrid. Trespaderne ligger 556 meter över havet och antalet invånare är 1 059.
Terrängen runt Trespaderne är huvudsakligen kuperad, men åt nordost är den platt. Trespaderne ligger nere i en dal. Runt Trespaderne är det glesbefolkat, med 8 invånare per kvadratkilometer. Närmaste större samhälle är Medina de Pomar, 16,2 km nordväst om Trespaderne. I omgivningarna runt Trespaderne växer i huvudsak blandskog.